# Powondrella cingillaria
Powondrella cingillaria är en fjärilsart som beskrevs av Charles Andreas Geyer 1850. Powondrella cingillaria ingår i släktet Powondrella och familjen Uraniidae. Inga underarter finns listade i Catalogue of Life.